# 78ns Premis Tony
Els 78ns Premis Tony es van celebrar el 8 de juny  de 2025 per reconèixer els èxits en les produccions de Broadway durant la temporada 2024-25. La cerimònia es va celebrar al Radio City Music Hall de Nova York, i es va emetre per la CBS i en streaming per Paramount+. La cerimònia va ser presentada per Cynthia Erivo.
Els musicals Death Becomes Her, Buena Vista Social Club i Maybe Happy Ending van empatar els espectacles amb més nominacions, amb deu nominacions cadascun. A la cerimònia, Maybe Happy Ending es va endur el major nombre de premis, sis, incloent-hi Millor musical i Millor actor protagonista de musical. Purpose, de Branden Jacobs-Jenkins, va guanyar la Millor obra de teatre. Els altres premis a la millor actuació se'ls van endur Nicole Scherzinger (Millor actriu protagonista de musical), Cole Escola (Millor actor protagonista en una obra) i Sarah Snook (Millor actriu protagonista en una obra).

## Informació de la cerimònia
Pluto TV va emetre en directe la transmissió prèvia a la cerimònia The Tony Awards: Act One, presentada per Darren Criss i Renée Elise Goldsberry. Brian Stokes Mitchell en va ser el locutor.
Cynthia Erivo va ser la presentadora. Després de la cerimònia, NPR va elogiar la seva comèdia, Associated Press la va descriure com una "presentadora amable", i Deadline la va qualificar d'"absolutament impecable". Vulture va elogiar el seu número d'obertura, assenyalant que tenia "una estratègia realment intel·ligent...: bromes al mínim (no és el seu fort), veu al màxim (no hi ha ningú millor)".
La cerimònia va començar amb un breu esbós d'Erivo caminant des del seu camerino fins a l'escenari, mentre diverses persones l'aconsellaven sobre què hauria de fer per al número d'obertura, abans que Oprah Winfrey li aconsellés que fos ella mateixa. En arribar a l'escenari, Erivo va cantar "Sometimes All You Need Is a Song", una peça original escrita per Marc Shaiman, Scott Wittman, Benj Pasek i Justin Paul que feia referència a diversos nominats. Se li va unir el cor Broadway Inspirational Voices a meitat del número.
Erivo i Sara Bareilles van interpretar un duet de "Tomorrow" per a la secció In Memoriam de la cerimònia. El repartiment original de Hamilton també va interpretar un popurri de vuit cançons de l'espectacle en honor del 10è aniversari del musical, escollint vestir-se completament de negre en lloc del seu vestuari original. El número de cloenda va ser una versió adaptada de "And I Am Telling You I'm Not Going," amb lletra canviada per fer referència als esdeveniments de la nit.

## Elegibilitat
Les dates d'elegibilitat per als Premis Tony per a la temporada de Broadway 2024-2025 van ser del 29 d'abril de 2024 al 27 d'abril de 2025. Les produccions també havien de complir tots els altres requisits d'elegibilitat establerts per l'American Theatre Wing i the Broadway League. Hi ha 41 teatres legítims elegibles a Broadway on s'ha de representar una producció per poder optar al premi. Les nominacions per als Premis Tony 2025 es van anunciar l'1 de maig de 2025.
| Obres originals - All In: Comedy About Love - Cult of Love - English - Good Night, and Good Luck - The Hills of California - Job - John Proctor Is the Villain - Left on Tenth - McNeal - Oh, Mary! - The Picture of Dorian Gray - Purpose - The Roommate - Stranger Things: The First Shadow | Musicals originals - A Wonderful World - Boop! The Musical - Buena Vista Social Club - Dead Outlaw - Death Becomes Her - Just in Time - Maybe Happy Ending - Operation Mincemeat - Real Women Have Curves - Redwood - Smash - Stephen Sondheim's Old Friends - Swept Away - Tammy Faye | Obres reestrenades - Eureka Day - Glengarry Glen Ross - Home - Othello - Thornton Wilder's Our Town - Romeo + Juliet - Yellow Face | Musical reestrenats - Elf - Floyd Collins - Gypsy - The Last Five Years - Once Upon a Mattress - Pirates! The Penzance Musical - Sunset Boulevard |

## Guanyadors i nominats
Els nominats als 78è Premis Tony van ser anunciats l'1 de maig de 2025 a les 8:30 h per Wendell Pierce i Sarah Paulson. Els guanyadors van ser anunciats el 8 de juny de 2025. La cerimònia va ser presentada per Cynthia Erivo. Els premis es van repartir en gran manera entre diversos programes, sense que cap programa els "acabés" amb els premis. Vulture va criticar l'elecció d'excloure alguns premis de la cerimònia principal, inclosos els de Millor llibret, Millor banda sonora i l'acceptació del Premi a la Trajectòria per part de Harvey Fierstein .
Purpose, escrita per Branden Jacobs-Jenkins, va guanyar el premi a la Millor obra. Jacobs-Jenkins havia rebut el premi a la Millor reestrena d'obra per la seva obra Appropriate als 77ns Premis Tony. Maybe Happy Ending va rebre sis premis, inclòs el de Millor musical, mentre que el seu director Michael Arden va guanyarel premi a la Millor direcció de musical i Darren Criss va guanyar el de Millor actor protagonista de musical pel seu paper com a Oliver, el primer home asiàtic-americà a aconseguir-ho. Sunset Boulevard d'Andrew Lloyd Webber, va guanyar el premi a la Millor reestrena de musical amb Nicole Scherzinger guanyant com a Millor actriu protagonista de musical, la segona dona asiàtic-americana a aconseguir-ho. Paul Tazewell va guanyar el premi al  Millor vestuari a un musical pel seu treball a Death Becomes Her. Entre els actors que van guanyar en el seu debut a Broadway hi havia Sarah Snook, que va guanyar el premi a la Millor actriu protagonista en una obra pels seus 26 papers a The Picture of Dorian Gray, sobretot Dorian Gray, i Jak Malone, que va guanyar el premi al Millor actor de repartiment de musical pel seu paper a Operation Mincemeat com Hester Leggatt.
Altres guanyadors van ser Cole Escola, que va guanyar el premi al Millor actor protagonista en una obra pel seu paper a Oh, Mary! com Mary Todd Lincoln i Kara Young que va guanyar el premi a la Millor actriu de repartiment en una obra pel seu paper a Purpose com a Aziza Houston. Escola va ser el primer actor no binari a guanyar la categoria, mentre que Young es va convertir en el primer actor negre a guanyar un premi Tony en dos anys consecutius. Francis Jue va guanyar el premi a la Millor actor de repartiment en una obra pel seu paper a Yellow Face, i va dir en el seu discurs d'acceptació que 20 anys abans, "un altre actor asiàtic li va regalar el seu esmòquing que volia que el portés als Tony". Jue va ser el segon home asiàtic-americà a guanyar la categoria, el primer va ser B.D. Wong per M. Butterfly el 1988.
En una sorpresa per a alguns crítics, el retorn de Gypsy, encapçalat per Audra McDonald, que empata amb el premi a l'artista més guardonada de la història dels Tony, no va guanyar ni un sol premi. A més, Death Becomes Her, que empatava amb el premi al nombre més nominat amb deu nominacions, només va guanyar un únic premi de vestuari.

### Premis
| Millor obra ‡ | Millor musical ‡ |
| --- | --- |
| - Purpose - English - The Hills of California - John Proctor Is the Villain - Oh, Mary! | - Maybe Happy Ending - Buena Vista Social Club - Dead Outlaw - Death Becomes Her - Operation Mincemeat |
| Millor reestrena d'obra ‡ | Millor reestrena de musical ‡ |
| - Eureka Day - Thornton Wilder's Our Town - Romeo + Juliet - Yellow Face | - Sunset Boulevard - Floyd Collins - Gypsy - Pirates! The Penzance Musical |
| Millor actor protagonista en una obra | Millor actriu protagonista en una obra |
| - Cole Escola – Oh, Mary! com Mary Todd Lincoln - George Clooney – Good Night, and Good Luck com Edward R. Murrow - Jon Michael Hill – Purpose com Nazareth "Naz" Jasper - Daniel Dae Kim – Yellow Face com DHH - Harry Lennix – Purpose com Solomon "Sonny" Jasper - Louis McCartney – Stranger Things: The First Shadow com Henry Creel | - Sarah Snook – The Picture of Dorian Gray com Dorian Gray, et al. - Laura Donnelly – The Hills of California com Veronica / Joan - Mia Farrow – The Roommate com Sharon - LaTanya Richardson Jackson – Purpose com Claudine Jasper - Sadie Sink – John Proctor Is the Villain com Shelby Holcomb                                                                                                  |
| Millor actor protagonista de musical | Millor actriu protagonista de musical |
| - Darren Criss – Maybe Happy Ending com Oliver - Andrew Durand – Dead Outlaw com Elmer McCurdy - Tom Francis – Sunset Boulevard com Joe Gillis - Jonathan Groff – Just in Time com Bobby Darin - James Monroe Iglehart – A Wonderful World com Louis Armstrong - Jeremy Jordan – Floyd Collins com Floyd Collins                          | - Nicole Scherzinger – Sunset Boulevard com Norma Desmond - Megan Hilty – Death Becomes Her com Madeline Ashton - Audra McDonald – Gypsy com Rose - Jasmine Amy Rogers – Boop! The Musical com Betty Boop - Jennifer Simard – Death Becomes Her com Helen Sharp |
| Millor actor de repartiment en una obra | Millor actriu de repartiment en una obra |
| - Francis Jue – Yellow Face com HYH, et al. - Glenn Davis – Purpose com Solomon "Junior" Jasper - Gabriel Ebert – John Proctor Is the Villain com Mr. Carter Smith - Bob Odenkirk – Glengarry Glen Ross com Shelly Levene - Conrad Ricamora – Oh, Mary! com Mary's Husband                                                                | - Kara Young – Purpose com Aziza Houston - Tala Ashe – English com Elham - Jessica Hecht – Eureka Day com Suzanne - Marjan Neshat – English com Marjan - Fina Strazza – John Proctor Is the Villain com Beth Powell |
| Millor actor de repartiment de musical | Millor actriu de repartiment de musical |
| - Jak Malone – Operation Mincemeat com Hester Leggatt i altres - Brooks Ashmanskas – Smash com Nigel Davies - Jeb Brown – Dead Outlaw com Bandleader / Walter Jarrett - Danny Burstein – Gypsy com Herbie - Taylor Trensch – Floyd Collins com Skeets Miller                                                                              | - Natalie Venetia Belcon – Buena Vista Social Club com Omara Portuondo (adulta) - Julia Knitel – Dead Outlaw com Helen McCurdy / Maggie Johnson / Millicent Esper - Gracie Lawrence – Just in Time com Connie Francis - Justina Machado – Real Women Have Curves com Carmen Garcia - Joy Woods – Gypsy com Louise                                                                                  |
| Millor direcció d'obra | Millor direcció de musical |
| - Sam Pinkleton – Oh, Mary! - Knud Adams – English - Sam Mendes – The Hills of California - Danya Taymor – John Proctor Is the Villain - Kip Williams – The Picture of Dorian Gray | - Michael Arden – Maybe Happy Ending - Saheem Ali – Buena Vista Social Club - David Cromer – Dead Outlaw - Christopher Gattelli – Death Becomes Her - Jamie Lloyd – Sunset Boulevard |
| Millor llibret de musical | Millor banda sonora (música i/o lletres) escrita pel teatre |
| - Will Aronson and Hue Park – Maybe Happy Ending - David Cumming, Felix Hagan, Natasha Hodgson i Zoë Roberts – Operation Mincemeat - Itamar Moses – Dead Outlaw - Marco Pennette – Death Becomes Her - Marco Ramirez – Buena Vista Social Club                                                                                            | - Maybe Happy Ending – Will Aronson (música i lletres) i Hue Park (lletres) - Dead Outlaw – Erik Della Penna i David Yazbek (música i lletres) - Death Becomes Her – Noel Carey i Julia Mattison (música i lletres) - Operation Mincemeat – David Cumming, Felix Hagan, Natasha Hodgson i Zoë Roberts (música i lletres) - Real Women Have Curves – Joy Huerta i Benjamin Velez (música i lletres) |
| Best Scenic Design of a Play | Best Scenic Design of a Musical |
| - Miriam Buether and 59 Productions – Stranger Things: The First Shadow - David Bergman and Marg Horwell – The Picture of Dorian Gray - Marsha Ginsberg – English - Rob Howell – The Hills of California - Scott Pask – Good Night, and Good Luck                                                                                         | - Dane Laffrey and George Reeve – Maybe Happy Ending - Rachel Hauck – Swept Away - Arnulfo Maldonado – Buena Vista Social Club - Derek McLane – Death Becomes Her - Derek McLane – Just in Time |
| Millor vestuari a una obra | Millor vestuari a un musical |
| - Marg Horwell – The Picture of Dorian Gray - Brenda Abbandandolo – Good Night, and Good Luck - Rob Howell – The Hills of California - Holly Pierson – Oh, Mary! - Brigitte Reiffenstuel – Stranger Things: The First Shadow | - Paul Tazewell – Death Becomes Her - Dede Ayite – Buena Vista Social Club - Gregg Barnes – Boop! The Musical - Clint Ramos – Maybe Happy Ending - Catherine Zuber – Just in Time |
| Millor il·luminació | Millor il·luminació a un musical |
| - Jon Clark – Stranger Things: The First Shadow - David Bengali i Heather Gilbert – Good Night, and Good Luck - Natasha Chivers – The Hills of California - Natasha Katz i Hannah Wasileski – John Proctor Is the Villain - Nick Schlieper – The Picture of Dorian Gray                                                                   | - Jack Knowles – Sunset Boulevard - Tyler Micoleau – Buena Vista Social Club - Ben Stanton – Maybe Happy Ending - Ruey Horng Sun and Scott Zielinski – Floyd Collins - Justin Townsend – Death Becomes Her |
| Millor so | Millor so a un musical |
| - Paul Arditti – Stranger Things: The First Shadow - Palmer Hefferan – John Proctor Is the Villain - Daniel Kluger – Good Night, and Good Luck - Nick Powell – The Hills of California - Clemence Williams – The Picture of Dorian Gray                                                                                                   | - Jonathan Deans – Buena Vista Social Club - Adam Fisher – Sunset Boulevard - Peter Hylenski – Just in Time - Peter Hylenski – Maybe Happy Ending - Dan Moses Schreier – Floyd Collins |
| Millor coreografia | Millors orquestracions |
| - Patricia Delgado and Justin Peck – Buena Vista Social Club - Joshua Bergasse – Smash - Camille A. Brown – Gypsy - Christopher Gattelli – Death Becomes Her - Jerry Mitchell – Boop! The Musical | - Marco Paguia – Buena Vista Social Club - Will Aronson – Maybe Happy Ending - Bruce Coughlin – Floyd Collins - David Cullen and Andrew Lloyd Webber – Sunset Boulevard - Andrew Resnick and Michael Thurber – Just in Time |

Font:
‡ El guardó és lliurat al productor(s) de l'obra o del musical.

### Premis no competitius
Els que han estat reconeguts amb premis no competitius es mostren a continuació.
| Distinció                                      | Noms                                                                        |
| ---------------------------------------------- | --------------------------------------------------------------------------- |
| Assoliments de tota una vida al teatre         | Harvey Fierstein                                                            |
| Premi Isabelle Stevenson                       | Celia Keenan-Bolger                                                         |
| Premi Tony Especial                            | " Els músics que formen la banda del Buena Vista Social Club                |
| Premi Tony Especial                            | " Les il·lusions i els efectes tècnics de Stranger Things: The First Shadow |
| Tony honorífic per l'excel·lència en el teatre | Great Performances                                                          |
| Tony honorífic per l'excel·lència en el teatre | New 42                                                                      |
| Tony honorífic per l'excel·lència en el teatre | New York Public Library for the Performing Arts                             |
| Tony honorífic per l'excel·lència en el teatre | Michael P. Price                                                            |
| Premi Tony del Teatre Regional                 | The Muny                                                                    |
| Premi a l'Excel·lència en Educació Teatral     | Gary Edwin Robinson de Boys and Girls High School                           |

## Multiples nominacions i guardons

### Produccions amb multiples nominacions i guardons
| Nominacions | Guardons | Producció                         |
| ----------- | -------- | --------------------------------- |
| 10          | 4        | Buena Vista Social Club           |
| 10          | 1        | Death Becomes Her                 |
| 10          | 6        | Maybe Happy Ending                |
| 7           | 0        | Dead Outlaw                       |
| 7           | 0        | The Hills of California           |
| 7           | 0        | John Proctor Is the Villain       |
| 7           | 3        | Sunset Boulevard                  |
| 6           | 0        | Floyd Collins                     |
| 6           | 0        | Just in Time                      |
| 6           | 2        | The Picture of Dorian Gray        |
| 6           | 2        | Purpose                           |
| 5           | 0        | English                           |
| 5           | 0        | Good Night, and Good Luck         |
| 5           | 0        | Gypsy                             |
| 5           | 2        | Oh, Mary!                         |
| 5           | 3        | Stranger Things: The First Shadow |
| 4           | 1        | Operation Mincemeat               |
| 3           | 0        | Boop! The Musical                 |
| 3           | 1        | Yellow Face                       |
| 2           | 1        | Eureka Day                        |
| 2           | 0        | Real Women Have Curves            |
| 2           | 0        | Smash                             |

### Persones amb multiples nominacions i guardons
| Nominacions | Guardons | Producció            |
| ----------- | -------- | -------------------- |
| 3           | 2        | Will Aronson         |
| 2           | 0        | David Cumming        |
| 2           | 1        | Cole Escola          |
| 2           | 0        | Christopher Gattelli |
| 2           | 0        | Felix Hagan          |
| 2           | 0        | Natasha Hodgson      |
| 2           | 1        | Marg Horwell         |
| 2           | 0        | Rob Howell           |
| 2           | 0        | Peter Hylenski       |
| 2           | 0        | Derek McLane         |
| 2           | 2        | Hue Park             |
| 2           | 0        | Zoë Roberts          |

## Presentadors i actuacions
Presentadors 
| Noms                                           | Notes                                                                             |
| ---------------------------------------------- | --------------------------------------------------------------------------------- |
| Keanu Reeves i Alex Winter                     | van presentar el premi a la Millor actriu protagonista en una obra                |
| Michelle Williams                              | presentà Death Becomes Her                                                        |
| Danielle Brooks i Katie Holmes                 | van presentar el premi al Millor actor de repartiment en una obra                 |
| Julianne Hough                                 | presentà Buena Vista Social Club                                                  |
| Charli D'Amelio i Adam Lambert                 | van presentar el premi a la Millor actor de repartiment de musical                |
| Cynthia Erivo                                  | presentà Just in Time                                                             |
| Carrie Preston i Tom Felton                    | van presentar el premi a la Millor actriu de repartiment en una obra              |
| Glenn Close                                    | presentà Sunset Boulevard                                                         |
| Kristin Chenoweth i Rachel Bay Jones           | van presentar el premi a la Millor actriu de repartiment de musical               |
| Kelli O'Hara                                   | presentà Pirates! The Penzance Musical                                            |
| Ben Stiller                                    | presentà nominats i el premi a la Millor obra                                     |
| Lea Salonga                                    | presentà Maybe Happy Ending                                                       |
| Jesse Eisenberg                                | presentà Floyd Collins                                                            |
| Samuel L. Jackson i LaTanya Richardson Jackson | van presentar el premi a la Millor reestrena d'obra                               |
| Cynthia Erivo                                  | presentà el repartiment original de Hamilton                                      |
| Bryan Cranston i Allison Janney                | van presentar els premis a la Millor direcció d'obra i Millor direcció de musical |
| Jean Smart i Sarah Paulson                     | van presentar el premi al Millor actor protagonista en una obra                   |
| Renée Elise Goldsberry                         | presentà Dead Outlaw                                                              |
| Lea Michele i Aaron Tveit                      | van presentar el premi a la Millor reestrena de musical                           |
| Cecily Strong                                  | presentà Operation Mincemeat: A New Musical                                       |
| Auliʻi Cravalho                                | presentà Real Women Have Curves                                                   |
| Ariana DeBose                                  | va presentar el premi al Millor actor protagonista de musical                     |
| Oprah Winfrey                                  | va presentar el premi a la Millor actriu protagonista de musical                  |
| Lin-Manuel Miranda                             | va presentar el premi al Millor musical                                           |

 Actuacions 
La cerimònia va incloure actuacions d'11 musicals nominats, juntament amb quatre actuacions addicionals.
| Noms | Cançó(s) |
| --- | --- |
| Cynthia Erivo | "Sometimes All You Need Is a Song" |
| Megan Hilty i Death Becomes Her | "For the Gaze" |
| El conjunt de Buena Vista Social Club | "Candela" |
| Jonathan Groff de Just in Time | "Mack the Knife" / "That's All" / "Once in a Lifetime" |
| Nicole Scherzinger de Sunset Boulevard | "As If We Never Said Goodbye" |
| El conjunt de Pirates! The Penzance Musical | "The Sail the Ocean Blues" |
| Darren Criss i Helen J. Shen de Maybe Happy Ending | "Chasing Fireflies" / "Never Fly Away" |
| El conjunt de Floyd Collins | "The Ballad of Floyd Collins" / "The Call" |
| Lin-Manuel Miranda, Leslie Odom Jr., Phillipa Soo Renée Elise Goldsberry, Daveed Diggs, Christopher Jackson, Jasmine Cephas Jones, Anthony Ramos, Jonathan Groff, i Ariana DeBose de la companyia original de Hamilton | "Non-Stop" / "My Shot" / "The Schuyler Sisters" / "Guns and Ships" / "You'll Be Back" / "Yorktown (The World Turned Upside Down)" / "The Room Where It Happens" / "History Has Its Eyes on You" |
| Sara Bareilles i Cynthia Erivo (segment "In Memoriam") | "Tomorrow" |
| El conjunt de Dead Outlaw | "Ballad" / "Dead" |
| Audra McDonald de Gypsy | "Rose's Turn" |
| El conjunt de Operation Mincemeat: A New Musical | "Born to Lead" |
| El conjunt de Real Women Have Curves | "Jugglin'" |
| Cynthia Erivo | "And I Am Telling You I'm Not Going" |

## Rebuda

### Valoracions
La cerimònia va ser la cerimònia dels Tony més vista en sis anys, i també va proporcionar la major audiència en streaming de la història dels Tony.

### Recepció crítica
The New York Times va escriure que els punts culminants de les cerimònies van ser l'actuació del 10è aniversari de Hamilton, les habilitats de Cynthia Erivo com a presentadora i les actuacions de Nicole Scherzinger iJonathan Groff. Erivo va rebre un gran reconeixement per les seves habilitats com a presentadora, iDeadline Hollywood va declarar: "[Ella] va fer una feina absolutament impecable com a presentadora... Així és com hauria de ser una cerimònia de premis". Entertainment Weekly la va citar com un dels punts culminants del programa dient: "Des dels primers segons, Erivo va desafiar les expectatives", i va afegir: "Durant tota la cerimònia, va aprofitar els seus punts forts i va ser una sortida magnífica com a presentadora".